# La Islona
La Islona (o Islla / Isla Grande) está situada frente a la Playa de Antilles, en la parroquia llanisca de Cué (Asturias). Su superficie es de 2,1 hectáreas y tiene forma de meseta, cubierta toda ella de hierba. En las grandes bajamares un tómbolo de arena la une con tierra firme. De su lado oriental se desprenden dos islotes semejantes a la Isla Grande pero de muchísimo menor tamaño (no llegan a la media hectárea).
- Datos: Q3395913